# Port lotniczy Ottawa
Port lotniczy Ottawa – międzynarodowe lotnisko położone 10 km na południe od Ottawy. Jest jednym z największych portów lotniczych w Ontario. W 2006 obsłużyło 3,8 mln pasażerów.

## Linie lotnicze i połączenia
- Air Canada (Calgary, Cancun [od 22 grudnia], Edmonton, Fort Lauderdale [seasonal], Halifax, Las Vegas, Londyn-Heathrow, Montego Bay [od 22 grudnia], Montréal, Orlando [sezonowo], St. John's, Toronto-Pearson, Vancouver)
  - Air Canada Jazz (Boston, Fredericton, Halifax, Hamilton, London (ON), Moncton, Montréal, Nowy Jork-LaGuardia, Quebec, Toronto-Pearson, Waszyngton-Dulles, Winnipeg)
- Air Transat (Paryż-Charles de Gaulle [sezonowo])
- American Airlines
  - American Eagle Airlines (Chicago-O'Hare)
- Bearskin Airlines (Kitchener/Waterloo, North Bay, Sudbury)
- Canadian North (Iqaluit)
- Continental Airlines
  - Continental Express obsługiwane przez ExpressJet Airlines (Cleveland, Newark)
- Delta Air Lines
  - Delta Connection obsługiwane przez Atlantic Southeast Airlines (Atlanta, Cincinnati)
- First Air (Cayo Coco [sezonowo], Holguin [sezonowo], Iqaluit, Punta Cana [sezonowo], Varadero [sezonowo])
- Northwest Airlines
  - Northwest Airlink obsługiwane przez Pinnacle Airlines (Detroit, Minneapolis/St. Paul)
- Porter Airlines (Halifax, Toronto-City Centre)
- Skyservice (Cancun, Cayo Coco, Holguin, Montego Bay, Puerto Plata, Punta Cana, Samana, Varadero) [sezonowo]
- Sunwing Airlines (Cancun, Punta Cana, Varadero) [sezonowo]
- Thomas Cook Airlines (Londyn-Gatwick) [sezonowo]
- United Airlines
  - United Express obsługiwane przez Chautauqua Airlines (Waszyngton-Dulles)
  - United Express obsługiwane przez SkyWest (Chicago-O'Hare)
  - United Express obsługiwane przez Shuttle America (Chicago-O'Hare)
- US Airways
  - US Airways Express obsługiwane przez Air Wisconsin (Filadelfia)
- WestJet (Calgary, Orlando [sezonowo], Tampa [sezonowo], Toronto-Pearson, Vancouver, Winnipeg)
  - WestJet sezonowe czartery z Air Transat: Cancun, Puerto Vallarta, Punta Cana, St. Maarten, Montego Bay
  - WestJet sezonowe czartery z Sunquest: Cabo San Lucas
- Zoom Airlines (Cancun, Glasgow, La Romana, Londyn-Gatwick, Orlando, Puerto Plata, Punta Cana, St. Maarten, Varadero) [sezonowe]